# Ternegg Kálmán
Ternegg Kálmán (1887 – Váci börtön, 1956) második világháborús magyar vezérezredes, a légierők főparancsnoka 1945-ben.

## Élete
Szegény tisztviselői családból származott, elvégezte a Császári és Királyi Katonai Műszaki Akadémiát, ezt követően tüzérségi százados lett az osztrák-magyar hadseregben, majd 1920 után a magyar királyi hadseregben. 1937-től a Tüzérség II. lovasbrigádjának lett parancsnoka. 1939-től a tüzérségi VIII. hadtest parancsnoka lett. 1941-től a frontra vezényelték. 1942-től tüzérségi vezérezredes lett, majd 1945-től a légierők főparancsnoka. Tisztségében a sikertelen kiugrási kísérlet után is megmaradt, a háború után Nyugatra menekült, de az OSS Himler Márton vezette egyik szervezete elfogta és kiadta Magyarországnak. Magyarországon 15 évre ítélték, a váci börtönben raboskodott, itt is érte a halál 1956 elején.

## Külső hivatkozás
- Pályafutásának főbb dátumai (angolul)